# Reza N. Jazar
Gholamreza "Reza" Nakahie Jazar é um engenheiro mecânico iraniano. É professor de engenharia mecânica do Instituto Real de Tecnologia de Melbourne (RMIT University).

## Formação
Obteve um mestrado na Amirkabir University of Technology em 1990, com especialização em robótica. Em 1997 obteve um doutorado na Universidade Tecnológica Sharif em sistemas dinâmicos não-lineares e matemática aplicada.

## Carreira
Jazar é chefe do Departamento de Engenharia Mecânica e Automotiva do RMIT.
É editor-in-chief do Journal of Nonlinear Engineering.

## Publicações selecionadas
- Jazar, Reza N. (2008). Vehicle Dynamics: Theory and Application. [S.l.]: Springer. ISBN 9780387742441
- Jazar, Reza N. (2011). Theory of Applied Robotics: Kinematics, Dynamics, and Control. [S.l.]: Springer. ISBN 9781441940865
- Jazar, Reza N. (2013). Advanced Vibrations: A Modern Approach. [S.l.]: Springer. ISBN 9781461441595
- Jazar, Reza N. (2016). Nonlinear Approaches in Engineering Applications 2. [S.l.]: Springer. ISBN 9781493945757
- Jazar, Reza N. (2019). Advanced Vehicle Dynamics. New York: Springer. pp. https://www.springer.com/us/book/9783030130602. ISBN 978-3-030-13062-6